# Бина
„Бина“ е български телевизионен игрален филм (драма) от 1990 година, по сценарий на Руденко Йорданов и режисура на Маргарита Вълкова. Оператор е Константин Занков. Музиката е на композитора Александър Бръзицов, а художник Иван Андреев.

## Сюжет
Действието се развива през 80-те години на ХХ век в подбалканско селце. Млада жена - пилот на безмоторен самолет, аварийно се приземява в нивите на селянина Газда Васю, където среща Бина, самотна селска жена. Вечерта момичето остава да пренощува в нейния дом и научава тъжната ѝ съдба. Бина все още таи надеждата, че съпругът ѝ ще се завърне. Бина не се поддава на ухажванията на Васю, който всяка вечер търси повод и минава през дома ѝ. Момичето е изумено от начина ѝ на живот и я съветва да напише писмо до съпруга си, за да разбере причината за мълчанието му. Бина написва писмото след дълъг размисъл и равносметка. На сутринта неочаквано пристига лоша вест от Америка. Момичето си тръгва, а Бина остава с мъката си пак сама, научила от телеграмата за тъжната кончина на съпруга си, починал в приют за бедни.

## Актьорски състав
| В главните роли      | Изпълнител        |
| -------------------- | ----------------- |
| Бина                 | Катя Паскалева    |
| Газда Васю           | Тодор Колев       |
| момичето             | Евелина Борисова  |
| председателят        | Васил Банов       |
| Миладинка Миладинова | Антония Малинова  |
| свекърът             | Светозар Неделчев |
| Петко                | Любомир Фърков    |
| Петър                | Георги Гавазов    |
|                      | Ива Занкова       |
| Ефтим                | Димитър Маринов   |
| овчарят              | Георги Миндов     |
| старшина             | Пепо Габровски    |
| войникът             | Христо Чешмеджиев |
| клисарят             | Пенко Байрямов    |
| сестрата             | Емире Абас        |